# 後宮の烏
『後宮の烏』（こうきゅうのからす）は、白川紺子による日本のライト文芸。イラストは香魚子が担当している。集英社オレンジ文庫（集英社）より2018年4月から2022年4月まで刊行された。
中華風の世界観を舞台に、後宮の奥深くに住む「烏妃」と呼ばれる特別な妃と、噂を頼って彼女の元を訪れた皇帝を中心に描くファンタジー小説となっている。2022年8月時点でシリーズ累計発行部数は120万部を突破しており、集英社オレンジ文庫におけるファンタジー人気の先鞭をつけた作品に位置づけられる。第22回センス・オブ・ジェンダー賞で大賞を受賞した。
メディアミックスとして、2022年10月から12月までテレビアニメが放送された。

## 登場人物
声の項はテレビアニメ版の声優。
柳寿雪（りゅうじゅせつ）
声 - 水野朔
本作の主人公で当代の烏妃。夜明宮で人と関わることなく暮らしている。不思議な術を使う。蓮の実餡の包子が好物。
夏高峻（かこうしゅん）
声 - 水中雅章、小市眞琴（少年時代）
廃太子だった過去を持つ、即位して間もない若き皇帝。穏やかな気質で何事にも動じず、あまり感情を表に出さない。
衛青（えいせい）
声 - 八代拓
高竣に忠誠を誓う宦官。高峻が寿雪に深く関わろうとするの快く思っていない。
九九（じうじう）
声 - 高野麻里佳
飛燕宮の元宮女。素直で世話好き。現在は寿雪の侍女をしている。寿雪を「娘々（ニャンニャン）」と呼ぶ。
温螢（おんけい）
声 - 島﨑信長
高竣に仕える宦官。衛青の命令で寿雪の護衛を行っている。頬に一文字の傷を持つ。
淡海（たんかい）
声 - 岡本信彦
高竣に仕える宦官。情報収集が得意。
衣斯哈（いしは）
声 - 平田真菜
飛燕宮の少年宦官。後に夜明宮で寿雪に仕えることになる。
雲花娘（うんかじょう）
声 - 上田麗奈
鴛鴦宮の妃。宰相の孫娘で夏高峻の幼なじみ。
欒冰月（らんひょうげつ）
声 - 江口拓也
前王朝である欒家の巫術師。死後、幽鬼となり寿雪の前に現れる。
明珠公主（めいじゅこうしゅ）
声 - 元吉有希子
前王朝の公主。戦の中で亡くなった。
欒夕（らんゆう）
香薔を奴隷王から救い出し、長らく荒廃していた国の再興を成し遂げた夏の王。後宮に夜明宮をつくり、香薔を外界から隔絶した。
香薔（こうしょう）
烏漣娘娘に選ばれた冬の王。欒夕に従い後宮に留まる道を選び、初代の烏妃となる。
麗娘（れいじょう）
声 - 井上ほの花（少女時代）
先代の烏妃。寿雪に愛情を注ぎ育てた。
昌黄英（しょうこうえい）
声 - 石見舞菜香
飛燕宮の妃で、燕夫人とも呼ばれている。幽鬼の類が苦手。
蘇紅翹（そこうぎょう）
声 - 小松奈生子
班鶯女の元宮女。舌を切られ洗穢寮（病人となった宮女が住む場所）に居たが、夜明宮で寿雪に仕えることに。
兪衣薩（ゆいさ）
声 - 南真由
先帝の代の燕夫人に懸想していた宦官。
史顕（しけん）
声 - 畠中祐
兪衣薩と親しかった宦官。
薛魚泳（せつぎょえい）
声 - 杉田智和、Lynn（少年時代）
星烏廟の冬官。
琴恵瑤（きんけいよう）
声 - 金元寿子
鵲巣宮（じゃくそうきゅう）に住む三の妃。慕っていた兄が亡くなって以来、気が塞いで臥せっている。
封宵月（ほうしょうげつ）
声 - 石田彰
謎めいた術を使う男。後宮に潜入し暗躍する。
星星（しんしん）
声 - 杉山里穂
夜明宮で飼われている金色の鶏。
烏漣娘娘（うれんにゃんにゃん）
寿雪の中に潜む異形の鳥。新月のたびに寿雪の中から抜け出して飛び回り、寿雪はその都度激しい痛みに苛まれる。
桂子（けいし）
声 - 仲村かおり
麗娘の代から夜明宮に仕えている婢女。
西婉琳（さいえんりん）
声 - 釘宮理恵
炎帝の代の鵲妃。
安蕙蘭（あんけいらん）
声 - 釘宮理恵
婉琳の侍女だった老女。
封一行（ほういちぎょう）
声 - 小形満
巫術師。
雲永徳（うんえいとく）
声 - 杉崎亮
花娘の祖父であり、高峻の皇太子時代からの側近。
乞伏士畢（きっぷくしひつ）
声 - 白石兼斗
五弦琵琶の名手だった楽人。
左丘曜（さきゅうよう）
声 - 大塚芳忠
鴇耳坊の琵琶弾き。

## 既刊一覧
- 白川紺子（著）・香魚子（イラスト） 『後宮の烏』 集英社〈集英社オレンジ文庫〉、全7巻
  1. 2018年4月25日第1刷発行（4月20日発売[3]）、ISBN 978-4-08-680188-1
  2. 2018年12月23日第1刷発行（12月18日発売[24]）、ISBN 978-4-08-680225-3
  3. 2019年8月26日第1刷発行（8月21日発売[25]）、ISBN 978-4-08-680267-3
  4. 2020年4月22日第1刷発行（4月17日発売[26]）、ISBN 978-4-08-680314-4
  5. 2020年12月23日第1刷発行（12月18日発売[27]）、ISBN 978-4-08-680353-3
  6. 2021年8月25日第1刷発行（8月20日発売[28]）、ISBN 978-4-08-680400-4
  7. 2022年4月26日第1刷発行（4月21日発売[29]）、ISBN 978-4-08-680441-7

## テレビアニメ
2021年12月にアニメ化が発表され、2022年10月から12月までTOKYO MXほかにて放送された。ナレーションは井上喜久子。原作小説の2巻までを描いている。

### スタッフ
- 原作 - 白川紺子[8]
- 監督・コンセプトデザイン - 宮脇千鶴[8]
- シリーズ構成 - 大島里美[8]
- キャラクター原案 - 香魚子[8]
- キャラクターデザイン・総作画監督 - 竹内進二[8]
- 小物設定 - 中村ユミ[8]
- 美術設定 - 河野次郎[8]
- 美術監督 - 中村典史[8]
- 色彩設計 - 歌川律子[8]
- 撮影監督 - 渡辺有正[8]
- 編集 - 白石あかね[8]
- 音響監督 - 明田川仁[8]
- 音楽 - 橘麻美[8]
- 音楽制作 - アニプレックス[32]
- 音楽プロデューサー - 山内真治[32]
- チーフプロデューサー - 瓜生恭子[32]、小玉慶太[32]、樋口弘光[32]
- プロデューサー - 井上めぐみ[32]、斉藤壮一郎[32]、前川貴史[32]
- 制作 - BN Pictures[8]
- 製作 - 「後宮の烏」製作委員会（アニプレックス、集英社、バンダイナムコピクチャーズ、ムービック、トーハン、丸井グループ、BS11、関西テレビ放送）

### 主題歌
「MYSTERIOUS」
女王蜂によるオープニングテーマ。作詞・作曲は薔薇園アヴ、編曲は女王蜂と塚田耕司、弦編曲は美央。
「夏の雪」
krageによるエンディングテーマ。作詞は岩井郁人とkrage、作曲・編曲は岩井郁人。

### 評価
「読者が選ぶアニメキャラ大賞2022」において、「新人賞」で柳寿雪が9位、夏高峻が10位をそれぞれ獲得している。

### 各話リスト
| 話数     | サブタイトル      | 脚本     | 絵コンテ        | 演出         | 作画監督 | 初放送日       |
| -------- | ----------------- | -------- | --------------- | ------------ | --- | -------------- |
| 第一話   | 翡翠の耳飾り 前篇 | 大島里美 | 宮脇千鶴        | 南康宏       | 高倉香恵 諏訪可奈恵 和田伸一 上野泰寛 川﨑玲奈 月岡英明 野崎麗子                                                           | 2022年 10月1日 |
| 第二話   | 翡翠の耳飾り 後篇 | 大島里美 | 久慈悟郎        | 久慈悟郎     | 新田綾子 飯飼一幸 長谷川一生 月岡英明 大西陽一                                                                             | 10月8日        |
| 第三話   | 花笛              | 大島里美 | 南康宏          | 南康宏       | 岡郁美 皆川愛香利 飯飼一幸 重国浩子 服部憲知                                                                               | 10月15日       |
| 第四話   | 雲雀公主          | 立原正輝 | 中島大輔        | 中島大輔     | 鈴木幸江 小野和寛 工藤裕加 小金丸篤美 西島加奈 大浦藍子 見嶋梨香                                                           | 10月22日       |
| 第五話   | 懐刀              | 立原正輝 | 西森章          | 康村諒       | 上野泰寛 坪田慎太郎 和田伸一 川﨑玲奈 高倉香恵 諏訪可奈恵                                                                  | 10月29日       |
| 第六話   | 夏の王、冬の王    | 大島里美 | 高林久弥        | 高林久弥     | 新田綾子 長谷川一生 月岡英明 伊藤美奈 鎌田均 河原久美子 鈴木幸江                                                           | 11月5日        |
| 第七話   | 玻璃に祈る        | 大島里美 | 久慈悟郎        | 久慈悟郎     | 岡郁美 皆川愛香利 飯飼一幸 服部憲知 野崎麗子                                                                               | 11月12日       |
| 第八話   | 青燕              | 立原正輝 | 西森章          | 南康宏       | 鈴木幸江 西島加奈 工藤裕加 小野和寛 見嶋梨香 大浦藍子 小金丸篤美                                                           | 11月19日       |
| 第九話   | 水の聲            | 立原正輝 | 中島大輔        | 中島大輔     | 坪田慎太郎 和田伸一 高倉香恵 上野泰寛 諏訪可奈恵                                                                           | 11月26日       |
| 第十話   | 仮面の男          | 立原正輝 | 笹原嘉文        | 笹原嘉文     | 新田綾子 長谷川一生 月岡英明 河原久美子 川辺雄介 洪範錫 谷口繁則 高倉香恵 上野泰寛 服部憲知                                | 12月3日        |
| 第十一話 | 布石              | 大島里美 | 西森章          | うえだしげる | 岡郁美 川辺雄介 飯飼一幸 服部憲知 野崎麗子 MICO 張民浩                                                                     | 12月10日       |
| 第十二話 | 兄妹              | 大島里美 | 西森章 久慈悟郎 | 南康宏       | 鈴木幸江 工藤裕加 小野和寛 大浦藍子 小金丸篤美 野崎麗子 板倉和弘 飯飼一幸 諏訪可奈恵 高倉香恵                              | 12月17日       |
| 第十三話 | 想夫香            | 大島里美 | 宮脇千鶴        | 康村諒       | 諏訪可奈恵 高倉香恵 上野泰寛 和田伸一 新田綾子 服部憲知 飯飼一幸 長谷川一生 川辺雄介 MICO（張民浩 金信友 朴守福） 竹内進二 | 12月24日       |

### 放送局
| 放送期間                 | 放送時間                     | 放送局       | 対象地域   | 備考                                 |
| ------------------------ | ---------------------------- | ------------ | ---------- | ------------------------------------ |
| 2022年10月1日 - 12月24日 | 土曜 23:30 - 日曜 0:00       | TOKYO MX     | 東京都     |                                      |
|                          |                              | とちぎテレビ | 栃木県     |                                      |
|                          |                              | 群馬テレビ   | 群馬県     |                                      |
|                          |                              | BS11         | 日本全域   | 製作参加 / BS放送 / 『ANIME+』枠     |
| 2022年10月2日 - 12月25日 | 日曜 21:30 - 22:00           | AT-X         | 日本全域   | CS放送 / 字幕放送 / リピート放送あり |
| 2022年10月3日 - 12月26日 | 月曜 2:29 - 2:59（日曜深夜） | 関西テレビ   | 近畿広域圏 | 製作参加                             |

| 配信開始日    | 配信時間                   | 配信サイト |
| ------------- | -------------------------- | --- |
| 2022年10月2日 | 日曜 0:00（土曜深夜） 更新 | Amazon Prime Video |
| 2022年10月4日 | 火曜 12:00 更新            | Netflix dアニメストア （本店・ニコニコ支店・for Prime Video） U-NEXT アニメ放題 ABEMAプレミアム バンダイチャンネル Hulu FOD GYAO! ニコニコチャンネル ひかりTV ビデオマーケット music.jp GYAO!ストア |
|               | 火曜 22:00 - 22:30         | ニコニコ生放送 |
| 2022年10月5日 | 水曜 0:00（火曜深夜） 更新 | TELASA J:COMオンデマンド auスマートパスプレミアム milplus |

### BD / DVD
| 巻 | 発売日         | 収録話          | 規格品番      | 規格品番      |
| 巻 | 発売日         | 収録話          | BD限定版      | DVD限定版     |
| -- | -------------- | --------------- | ------------- | ------------- |
| 1  | 2022年12月21日 | 第1話 - 第2話   | ANZX-16301/2  | ANZB-16301/2  |
| 2  | 2023年1月25日  | 第3話 - 第4話   | ANZX-16303/4  | ANZB-16303/4  |
| 3  | 2023年2月22日  | 第5話 - 第6話   | ANZX-16305/6  | ANZB-16305/6  |
| 4  | 2023年3月29日  | 第7話 - 第8話   | ANZX-16307/8  | ANZB-16307/8  |
| 5  | 2023年4月26日  | 第9話 - 第10話  | ANZX-16309/10 | ANZB-15309/10 |
| 6  | 2023年5月24日  | 第11話 - 第13話 | ANZX-16311/2  | ANZB-16311/2  |